# Clinocardium nuttallii
Clinocardium nuttallii är en musselart som först beskrevs av Conrad 1837.  Clinocardium nuttallii ingår i släktet Clinocardium och familjen hjärtmusslor. Inga underarter finns listade i Catalogue of Life.